# Baby Ariel
Ariel Rebecca Martin, née le 22 novembre 2000, connue professionnellement comme Baby Ariel, est une chanteuse américaine, actrice et une personnalité des réseaux sociaux, connue pour ses vidéos sur la plate-forme TikTok (anciennement connue sous le nom Musical.ly) éditée par l'entreprise chinoise ByteDance.
Ariel est reconnue comme l'une des personnes les plus influentes sur Internet par le magazine Time  et figure sur la liste 2017 des meilleurs influenceurs du divertissement dans le magazine Forbes,. Elle a été nommée pour un certain nombre de prix et a remporté le Teen Choice Award pour "Choice Muser" en 2016 et 2017.
Elle joue aussi le rôle de Wynter, une jeune louve-garou dans le film Z-O-M-B-I-E-S 2 et Z-O-M-B-I-E-S 3

## Carrière
Ariel a commencé à contribuer au réseau social Musical.ly avec 32 millions d'abonnés en mai 2015. En 2018, elle compte plus de 26 millions de followers sur l'application.
Ariel a signé avec Creative Artists Agency en septembre 2016  et a publié son premier single Aww le 1er décembre 2017,,. Elle a sorti son deuxième single Perf le 17 janvier 2018 .
Elle est également célèbre sur YouTube, YouNow et Instagram. Ariel compte plus de 3,6 millions d'abonnés sur sa chaîne YouTube officielle et plus de 9,7 millions d'abonnés sur Instagram.

## Presse
En 2016, Ariel a fait la couverture du magazine Billboard aux côtés de  Jacob Sartorius. Elle est apparue dans 60 Minutes  et Good Morning America  et a été citée comme l'une des principales personnes influentes par Forbes ,, People, et USA Today.
Elle a été présentée dans Fast Company, , Business Insider, et dans Seventeen Magazine. CNN, Rolling Stone, Huffington Post, Tubefilter, Paper Magazine, RAW, et Wonderwall sont également mentionnés. Elle a également été présentée sur la chaîne YouTube de Gary Vaynerchuk.